# Paula Saldanha
Paula Marie Jeanne Saldanha (Funchal, 6 de marzo de 1972) es una deportista portuguesa que compitió en judo. Ganó una medalla de plata en el Campeonato Europeo de Judo de 1999 en la categoría de –52 kg.

## Palmarés internacional
| Campeonato Europeo | Campeonato Europeo      | Campeonato Europeo | Campeonato Europeo |
| Año                | Lugar                   | Medalla            | Categoría          |
| ------------------ | ----------------------- | ------------------ | ------------------ |
| 1999               | Bratislava (Eslovaquia) | Medalla de plata   | –52 kg             |